# نيكولاوس هوفرايتر
نيكولاوس هوفرايتر Nikolaus Hofreiter (ولد 1904 – ومات 1990) رياضي نمساوي، أبرز عمله كان في نظرية الأعداد. تولى منصب مدير جامعة فيينا، وتقاعد في عام 1974. كرمته مدينة فيينا بمنحه ميدالية الشرف الذهبية.